# Miecz przeznaczenia (opowiadanie)
Miecz przeznaczenia – opowiadanie Andrzeja Sapkowskiego z serii o wiedźminie ze zbioru Miecz przeznaczenia. Wątki z tego opowiadania zostały wykorzystane w odcinkach 3 i 11 serialu Wiedźmin Marka Brodzkiego.

## Występują
- Geralt z Rivii – wiedźmin, główny bohater opowiadań
- Cirilla (Ciri) – księżniczka z Cintry, wnuczka Calanthe, dziecko przeznaczenia Geralta
- Freixenet – rycerz, przyjaciel Geralta
- Eithne – królowa driad (dziwożon)
- Braenn – driada, która zaprzyjaźnia się z Geraltem
- Myszowór – druid, znajomy Geralta

## Fabuła
Geralt zostaje wynajęty przez króla Venzlava z Brugge. Ma zanieść poselstwo do Brokilonu, królestwa driad, ogromnego lasu, leżącego w ziemiach owego króla. Wiedźmin przybywa do lasu, gdzie zastaje zabitych rycerzy – Driady zabijają każdego, kto wejdzie na ich teren. Sam też otrzymuje ostrzeżenie, ale nie zamierza uciekać. Wśród trupów znajduje rannego rycerza Freixeneta, swojego przyjaciela, którego kiedyś odczarował, gdy ten był zaklęty w kormorana. Ten prosi go o pomoc w znalezieniu zaginionej księżniczki.